# Neoplasticismus

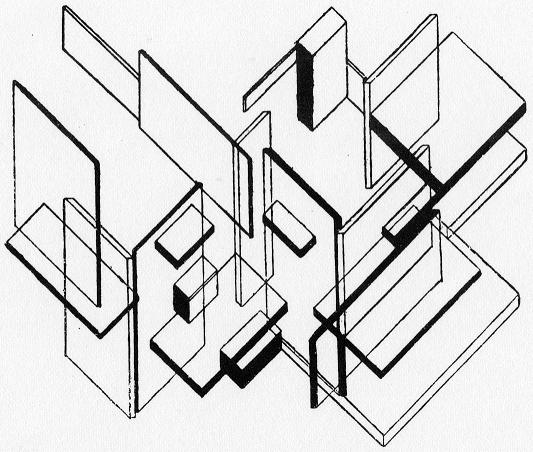
Neoplasticismus - výtvarný směr zdůrazňující geometrickou jednoduchost, funkčnost a konstruktivnost.

Neoplasticismus je umělecký směr, který vznikl v první polovině 20. století v Nizozemsku v důsledku izolace od pařížské umělecké komunity, kterou v té době umocnila první světová válka (Nizozemsko bylo neutrální.)
Zformoval se mezi umělci, sdruženými do takzvané skupiny De Stijl (česky "styl"). Její myšlenky byly formulovány v stejnojmenném časopise a v Manifestu (listopad 1918). Kromě Pieta Mondriana, který byl nejvýznamnějším členem skupiny, nutno zmínit Theo Van Doesburga, který byl jejím zakladatelem. Co se týče samotného neoplasticismu, šlo v něm především o abstraktní čistotu, odpovídající matematickému vyjádření skutečnosti M. J. H. Schoenemaekera, které podle představitelů tohoto směru odpovídalo univerzálním, spirituálním a harmonickým pravdám o vesmíru a místě lidstva v něm (uvedeno Pietem Mondrianem v pamfletu "Neoplasticism" v roce 1920.) Tento směr měl velký vliv na architekturu a dekorativní umění (konstruktivismus, Bauhaus).